# Дылго-Поле (Видинская область)
Дылго-Поле (болг. Дълго поле) — село в Болгарии. Находится в Видинской области, входит в общину Димово. Население составляет 23 человека.

## Политическая ситуация
Кмет (мэр) общины Димово — Тодор Илиев Тодоров (коалиция в составе 2 партий: Болгарская социалистическая партия (БСП), Движение за права и свободы (ДПС)) по результатам выборов.